# 8 House
8 House (in danese 8 Tallet), noto anche come Big House, è un complesso residenziale-commerciale misto costruito con la pianta che segue la forma di un 8, localizzato sul perimetro meridionale del nuovo sobborgo di Ørestad a Copenaghen, in Danimarca.
Progettato da Bjarke Ingels, socio fondatore del Bjarke Ingels Group, l'edificio a forma di arco è costituito da 61.000 metri quadrati di tre diversi tipi di abitazioni residenziali e 10.000 metri quadrati di locali commerciali e uffici. Commissionato nel 2006, è il terzo complesso abitativo progettato dall'architetto Ingels a Ørestad, dopo le VM Houses e Mountain Dwellings.

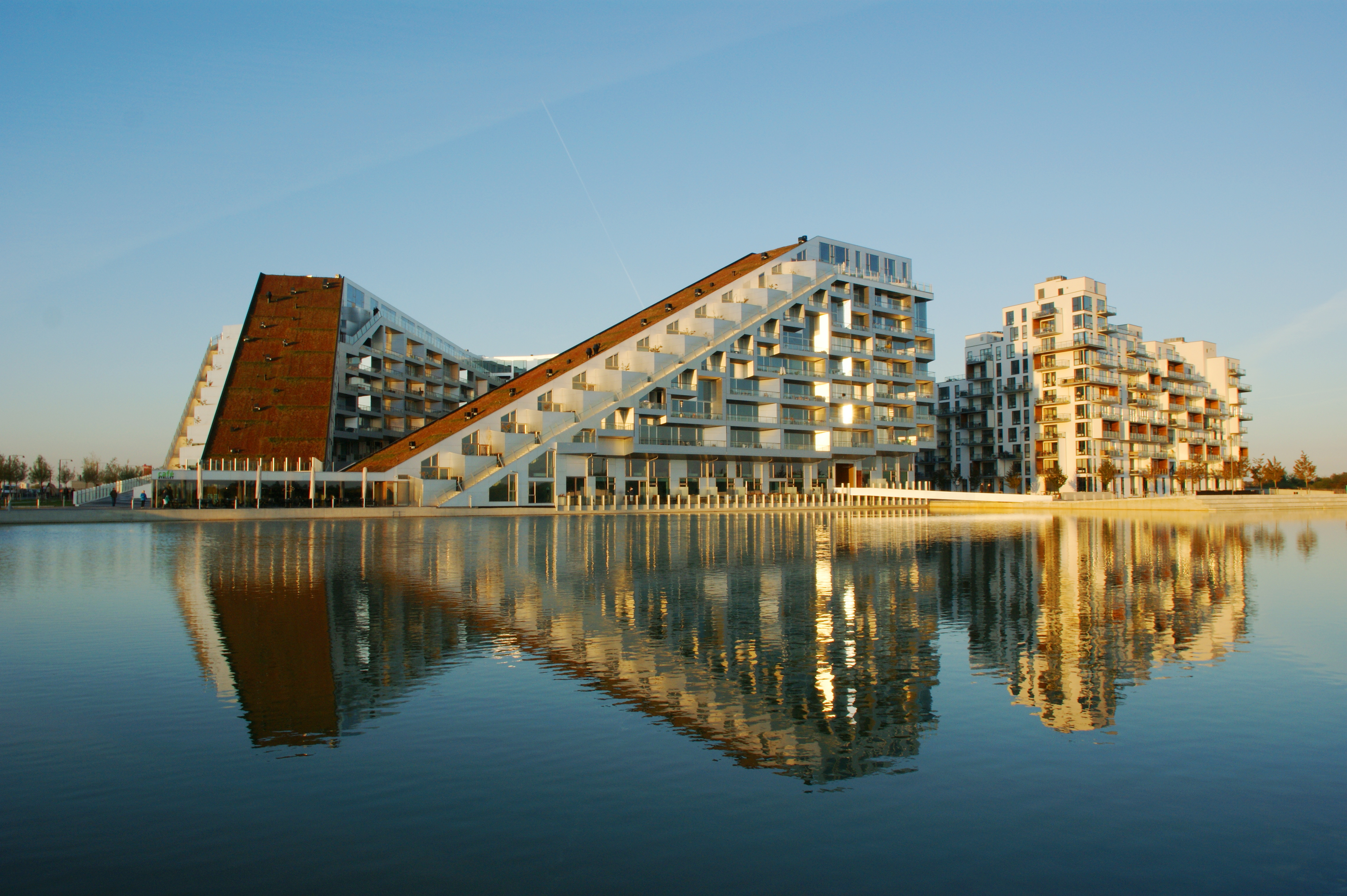